# 田中幸雄
田中幸雄（1967年12月14日—），日本棒球選手，出生於宮崎縣都城市，生涯都效力於日本職棒北海道日本火腿鬥士隊，於2007年退休，生涯通算287支全壘打。曾擔任日本職棒北海道日本火腿鬥士二軍監督

## 外部連結
- 田中幸雄在台灣棒球維基館上的頁面（繁體中文）